# 166 (liczba)
166 (sto sześćdziesiąt sześć) – liczba naturalna następująca po 165 i poprzedzająca 167.

## W matematyce
- 166 jest liczbą Smitha[1]
- 166 jest liczbą półpierwszą[2]
- 166 jest palindromem liczbowym, czyli może być czytana w obu kierunkach, w pozycyjnym systemie liczbowym o bazie 6 (434) oraz bazie 11 (141)
- 166 należy do jednej trójki pitagorejskiej (166, 6888, 6890).

## W nauce
- liczba atomowa unhexhexium (niezsyntetyzowany pierwiastek chemiczny)
- galaktyka NGC 166
- planetoida (166) Rhodope
- kometa krótkookresowa 166P/NEAT

## W kalendarzu
166. dniem w roku jest 15 czerwca (w latach przestępnych jest to 14 czerwca). Zobacz też co wydarzyło się w roku 166, oraz w roku 166 p.n.e.